# Morazán (ort)
Morazán är en ort i Honduras.   Den ligger i departementet Departamento de Yoro, i den västra delen av landet, 140 km norr om huvudstaden Tegucigalpa. Morazán ligger 211 meter över havet och antalet invånare är 11 076.
Terrängen runt Morazán är kuperad åt nordväst, men åt sydost är den bergig. Runt Morazán är det ganska glesbefolkat, med 34 invånare per kvadratkilometer. Morazán är det största samhället i trakten. 